# Lucchetto

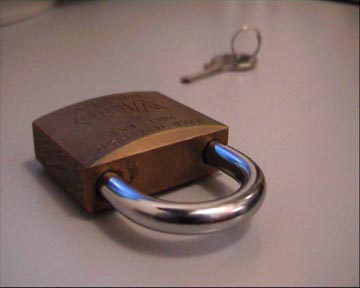
Un lucchetto ad arco.

Il lucchetto è un tipo di serratura portatile volta a fornire una generica protezione contro furto, vandalismo, e scassinamento.
Possono avere una serratura a chiave, a combinazione, o anche elettronica.

## Storia

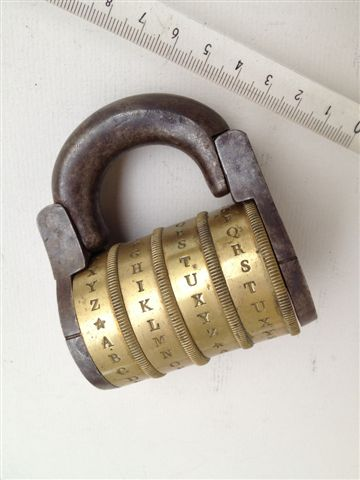
Lucchetto a combinazione classico

Alla fine del XIX secolo Christopher Polhem fondò una fabbrica a Stjünsund, oltre a molti strumenti inventò e fabbricò un tipo di lucchetto che fu conosciuto come il lucchetto scandinavo "Polhem".
Nel 1919 presentò questo tipo di lucchetto utilizzando acciaio laminato.
Harry Soref fondò l'impresa Master Lock Company nel 1921 e brevettò un tipo di lucchetto migliorando il modello scandinavo. Il brevetto fu ceduto nell'aprile del 1924. 
Soref creò un lucchetto che era forte ed economico utilizzando un tipo di metallo che veniva usato anche come materiale per costruire le porte delle banche.

## Descrizione

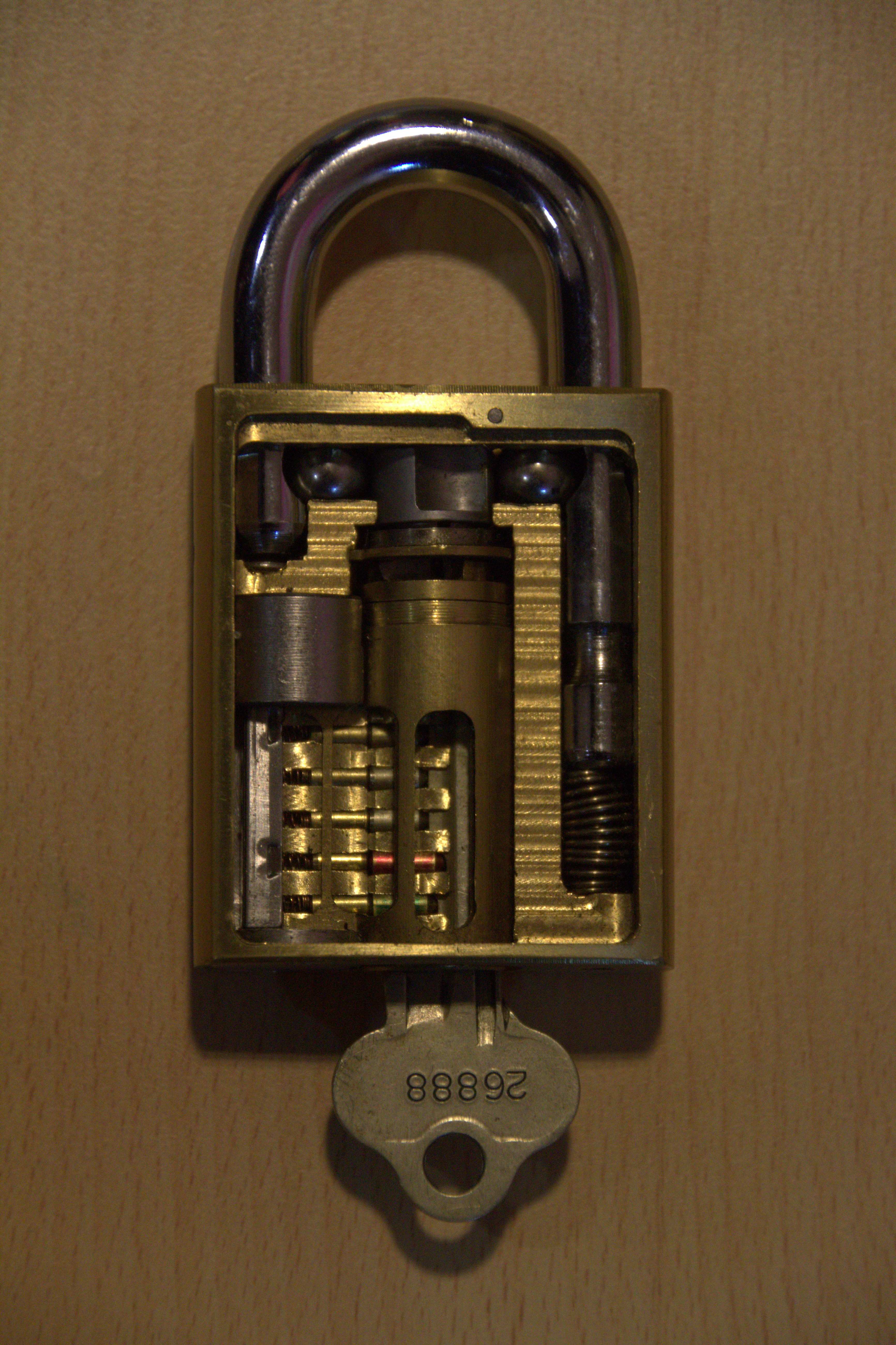
Struttura di un lucchetto con serratura a chiave, caratterizzato da 2 scrocchi e 5 pistoncini

Esso è costituito da una cassa in cui si trova un meccanismo di serratura e di un anello metallico che può essere o aperto o chiuso, in alcuni casi l'anello è sostituito da un perno.
Il meccanismo è comandato da una chiave o per mezzo di ruote combinatorie numerate. La cassa dei lucchetti attuali può essere realizzata in ferro, ottone, acciaio o acciaio inossidabile o anche temperato (questi ultimi recano la scritta "hardened"); alcuni modelli sono realizzati con cassa monoblocco, altri in ottone possoso aver la cassa medesima protetta da un guscio di acciaio.

## Caratteristiche di protezione
Il lucchetto può essere migliorato, nella sua funzione, tramite diversi espedienti:

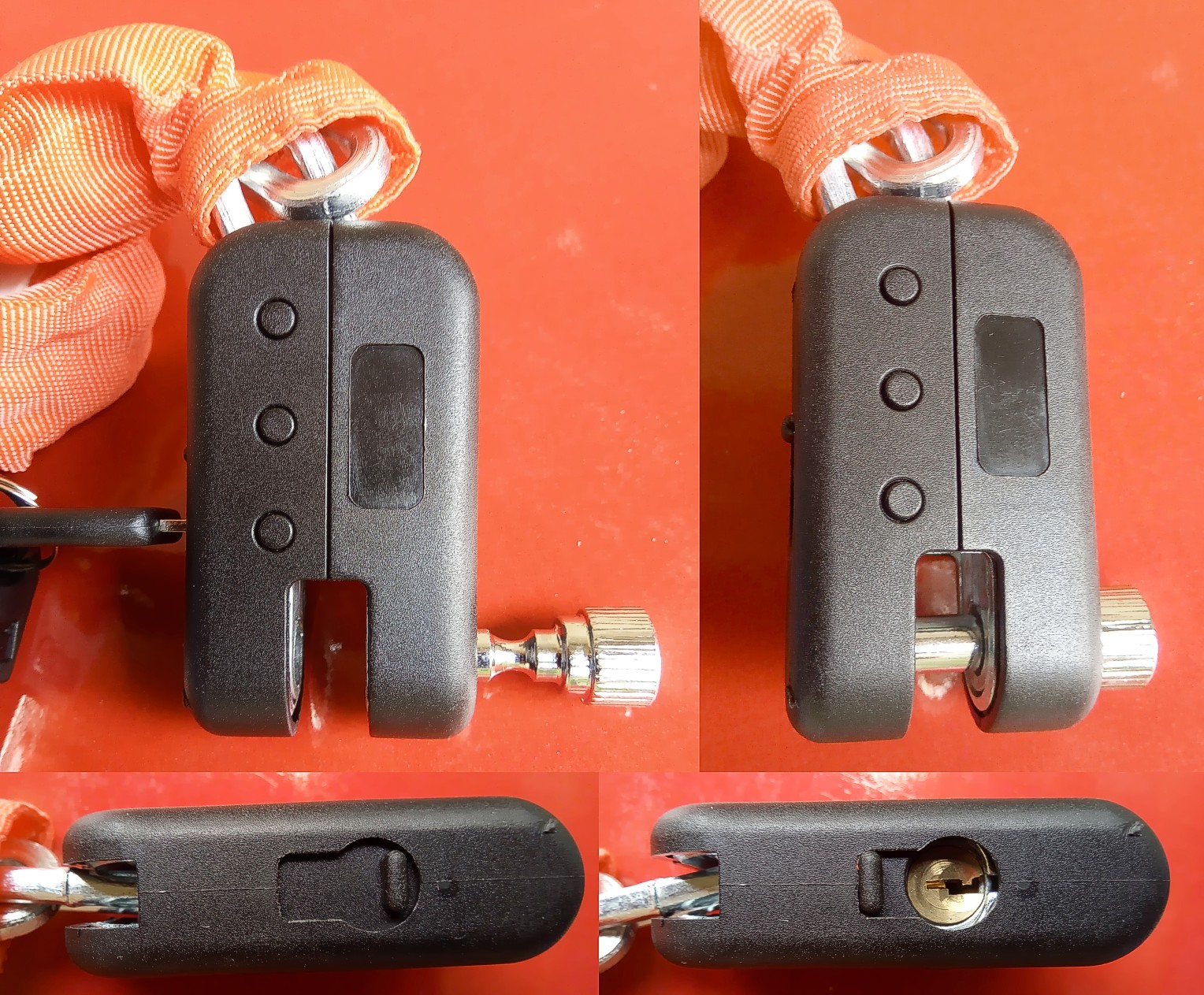
Un lucchetto a baionetta con catena, munito di protezione in plastica e sportellino proteggi-cilindro da polvere

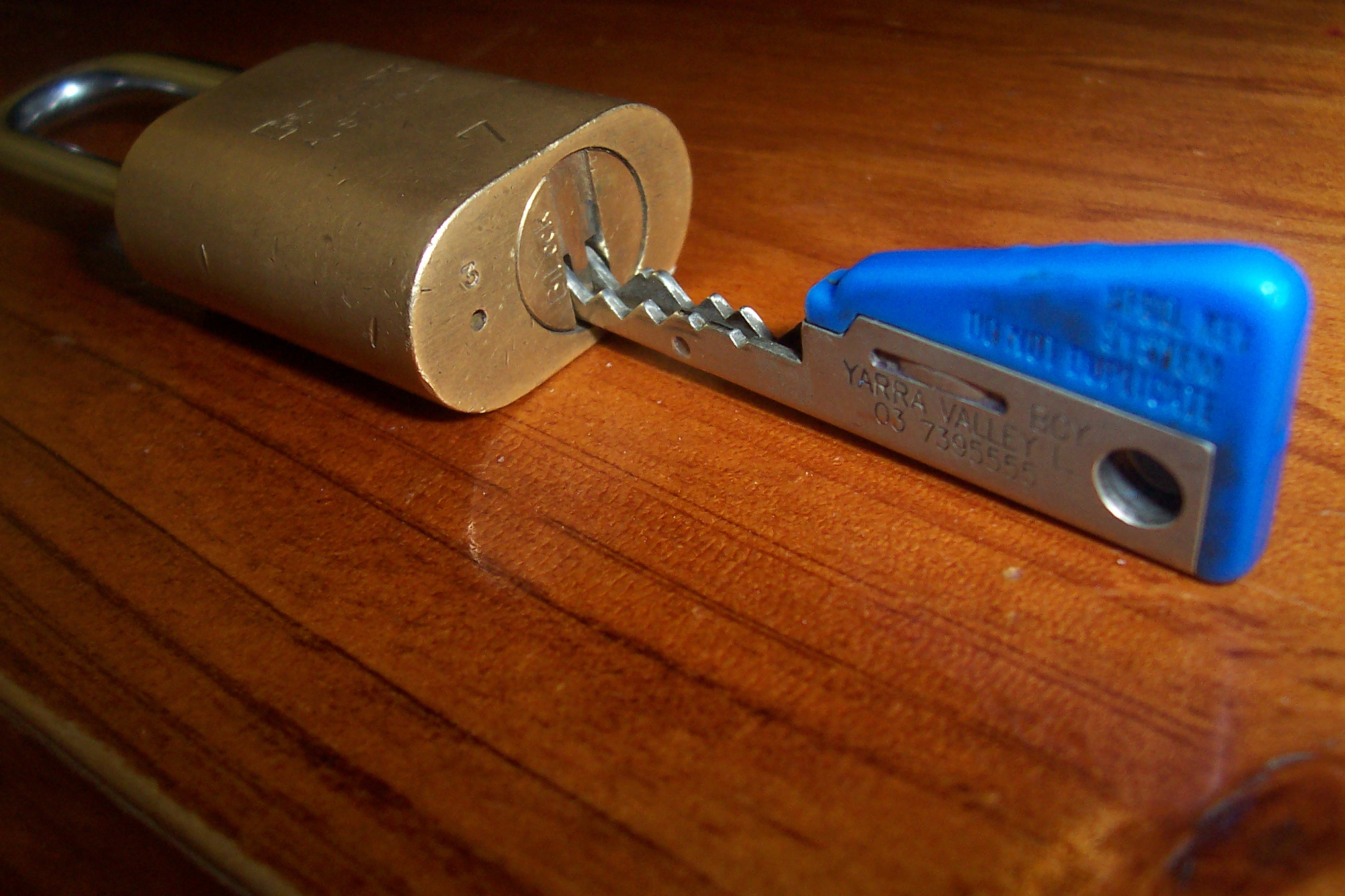
Lucchetto a multicombinazione con profilo arrotondato

- Multicombinazione: il lucchetto è munito di un cilindro a doppia combinazione, il che permette di raddoppiare i pistoncini;
- Profilo arrotondato: avere gli spigoli arrotondati permette di ridurre gli appigli per i vari strumenti, rendendo lo scasso più difficoltoso;
- Doppio scrocchio e doppio scrocchio disassato: per i lucchetti ad U avere un doppio scrocchio, quindi uno per lato evita la rotazione dell'anello in caso di taglio, costringendo ad eseguire due tagli per l'apertura, inoltre il sistema può essere ulteriormente migliorato con scocchi disassati, che permettono una forza e resistenza maggiore alla rotazione dell'anello;
- Piastra antitrapano: si tratta di una piastra resistente e in alcuni casi libera di ruotare davanti al cilindro, che rende impossibile forare il cilindro con un trapano;
- Lucchetto con catena: sono lucchetti (generalmente del tipo blindato) con integrata una catena;
- Chiusura posteriore del barilotto: evita di raggiungere direttamente il sistema di apertura;
- Aste rotanti: per i lucchetti che usano le aste per la loro chiusura, come nel caso dei lucchetti blindati, le aste devono essere in grado di ruotare se sottoposte ad azione di taglio, in modo da rendere l'azione inefficace;
- Testa dell'asta indebolita o rottura programmata: la testa dell'asta deve essere munita di un punto di rottura, in modo che se trattenuta tenda a spezzarsi ed evitare così che l'asta ruotante rimanga ferma in caso di taglio;
- Profilo della serratura complesso: più la serratura e la chiave hanno un profilo ricco di pieghe e angoli retti e maggiore sarà la difficoltà nell'inserire oggetti estranei nel lucchetto;
- Lucchetti con funzionamento a mezzo cilindro: sono lucchetti che per la chiusura utilizzano un mezzo cilindro che può essere scelto dal proprietario, il quale può essere rimosso tramite lo svitamento della vite di fissaggio, situata in un foro accessibile solo a lucchetto aperto;
- Sportello proteggi cilindro: si tratta di una protezione dallo sporco, per evitare che il cilindro rimanga bloccato.

## Altri utilizzi

### Informatica
Il lucchetto è spesso un simbolo utilizzato per rappresentare la sicurezza e la protezione. Soprattutto in informatica.
Per esempio, navigare su delle pagine internet protette fa apparire un piccolo lucchetto in basso nella barra di stato o nella barra di indirizzo di molti browser internet.
Si può ritrovare anche questo simbolo sugli schedari ed i repertori che sono protetti da lettura o da scrittura.

### Piercing
Appositi lucchetti, realizzati in materiali biocompatibili, vengono utilizzati nella pratica del piercing, inseriti in fori sovente dilatati. Questo tipo di gioielleria per piercing è spesso (ma non necessariamente) associata a pratiche BDSM.

## Voci correlate

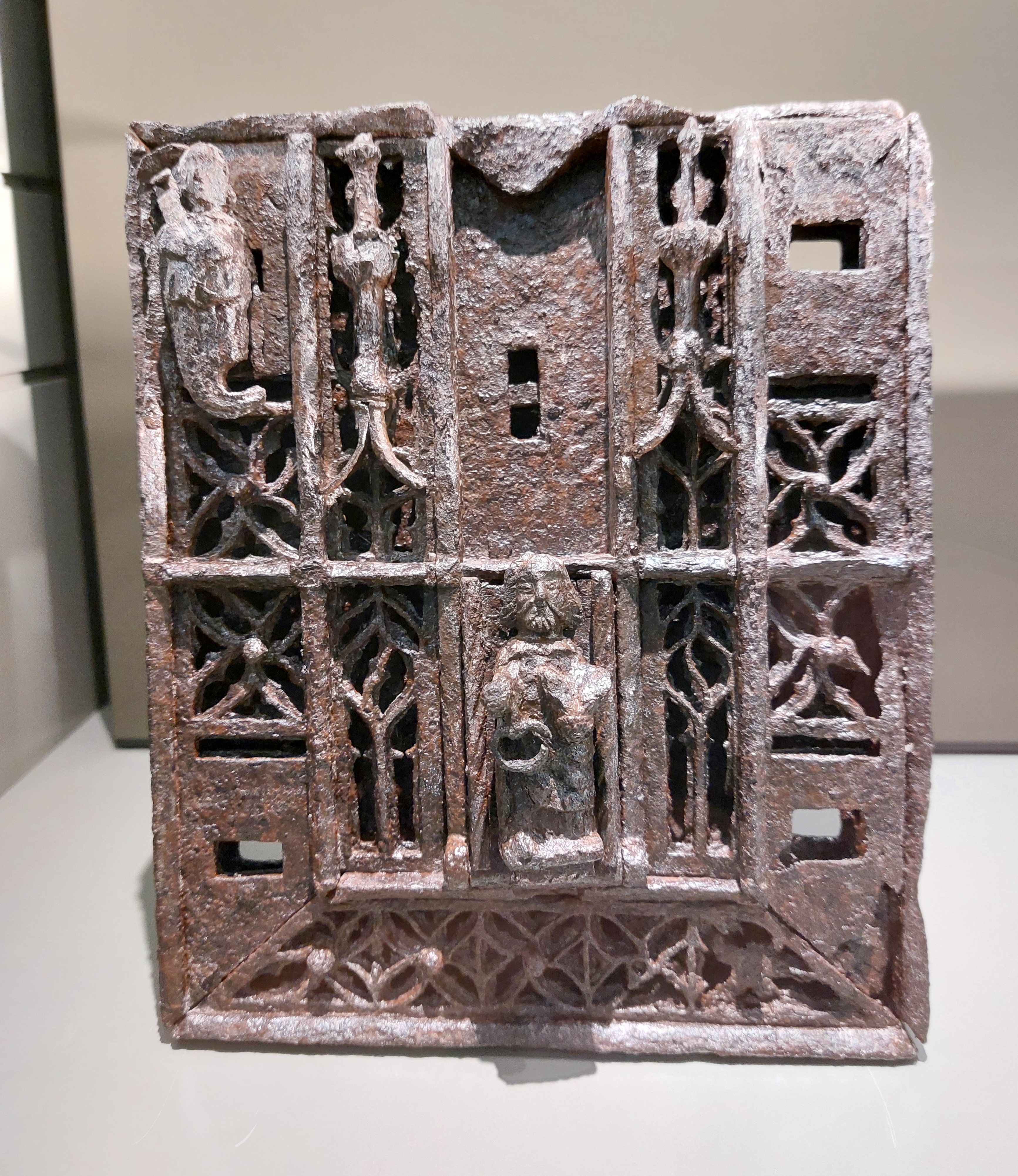
Lucchetto presente nel Museo del castello di Mayenne, Francia.